# Arwā bint Kurayz
Arwā bint Kurayz (in arabo أروى بنت كُريز‎?; La Mecca, ... – ...; fl. VII secolo) è stata una Sahaba.
Sposò ʿAffān b. Abī l-ʿĀṣ, da cui ebbe ʿUthmān b. ʿAffān, più tardi terzo Califfo Ortodosso, mentre da un altro marito ebbe una figlia che poi andò in moglie ad ʿAbd al-Raḥmān b. Awf.
Dopo la morte di ʿAffān sposò ʿUqba b. Abī Muʿayṭ, da cui ebbe tre figli e una figlia, tutti quindi fratelli uterini di ʿUthmān b. ʿAffān:
- al-Walīd b. ʿUqba
- Khālid ibn ʿUqba
- ʿAmr ibn ʿUqba
- Umm Kulthūm bint ʿUqba